# Zisterzienserinnenabtei Vrouwenpark
Die Zisterzienserinnenabtei Vrouwenpark war von 1215 bis 1796 ein Kloster der Zisterzienserinnen in Wezemaal, Rotselaar, Provinz Flämisch-Brabant, in Belgien.

## Geschichte
Amold III. von Rotselaar, Erb-Seneschall von Herzog Heinrich I., stiftete kurz vor 1215 das Kloster Vrouwenpark (Parcum Dominarum) zehn Kilometer nördlich Löwen, das mit Töchtern aus Adel und Patriziat von Löwen besiedelt wurde. Die selige Catherina (Rachel) van Park (auch: van Leuven, van Löwen oder van Vrouwenpark) starb 1220 als Zisterzienserin im Kloster Vrouwenpark. Im 15. Jahrhundert ist eine Brauerei nachgewiesen. Im 16. Jahrhundert mussten die Nonnen mehrfach nach Löwen fliehen. Zu einer kurzen Blüte des Klosters kam es unter der spanischen Äbtissin Robertina d’Amenzaga (1655–1664). 1796 wurde das Kloster durch die Französische Revolution geschlossen und abgebaut. Seit 1928 befindet sich am Ort eine Schule der Montfortaner.